# Fatmakuyu
Fatmakuyu ist ein Ortsteil (Mahalle) im Landkreis Tufanbeyli der türkischen Provinz Adana mit 41 Einwohnern (Stand: Ende 2024). Im Jahr 2011 zählte Fatmakuyu ebenfalls 50 Einwohner.
Das Dorf wurde im Jahr 2010 an die Trinkwasserversorgung angeschlossen.